# Mistrzostwa Polski Juniorów w Saneczkarstwie 2020 (tory naturalne)
Mistrzostwa Polski Juniorów w saneczkarstwie na torach naturalnych 2020 – zawody saneczkarskie rozegrane w dniach 7–8 listopada 2020 roku w Gołdapi. 

## Historia
Pierwotnie zawody miały być rozegrane w marcu 2020 roku, jednak z powodu pandemii COVID-19 zostały przełożone. Rozegrano je w dniach 7–8 listopada 2020 roku w Gołdapi. Wzięło w nich udział 20 zawodniczek i 23 zawodników. reprezentujących 5 klubów z 3 województw.